# Benjamin Uphoff
Benjamin Uphoff (ur. 8 sierpnia 1993 w Burghausen) – niemiecki piłkarz występujący na pozycji bramkarza w niemieckim klubie SC Freiburg. Wychowanek Wacker Burghausen, w trakcie swojej kariery grał także w takich zespołach, jak 1.FC Nürnberg II, VfB Stuttgart II oraz Karlsruher SC.